# یون جونگ هوان
یون جونگ هوان (انگلیسی: Yoon Jong-hwan؛ زادهٔ ۱۶ فوریهٔ ۱۹۷۳) بازیکن بازنشسته و مربی فوتبال اهل کره جنوبی است.سرمربی فعلی باشگاه فوتبال گانکون
کره جنوبی است‌.

از باشگاه‌هایی که در آن بازی کرده‌است می‌توان به سرزو اوساکا، ساگان توسو، هیوندای موتورز، ججو یونایتد، و سئونگنام ایلهوا اشاره کرد.
وی همچنین در تیم‌های ملی فوتبال کره جنوبی بازی کرده و عضو این تیم در جام جهانی فوتبال ۲۰۰۲ بوده‌است.